# Salten
 Denne artikel omhandler byen Salten. Opslagsordet har også en anden betydning, se Salten (Norge).
Salten er en lille by i Midtjylland med 686 indbyggere  (2024). Salten er beliggende i Them Sogn nær Salten Langsø 11 kilometer syd for Silkeborg, to kilometer øst for Them og 35 kilometer nordvest for Horsens. Byen hører til Silkeborg Kommune og er beliggende i Region Midtjylland.
Salten er kendt for det store heste- og kræmmermarked, Salten Marked, hvis historie går tilbage til 1803.